# Odróżnianie pereł naturalnych od hodowanych
Odróżnianie pereł naturalnych od hodowanych
Wygląd zewnętrzny pereł naturalnych i hodowanych jest taki sam i tylko wprawne oko może je odróżnić. Zasadnicza różnica polega na tym, że w powstawaniu perły hodowanej bierze udział człowiek, wprowadzając do perłopława tkankę nabłonkową płaszcza innego małża (oraz opcjonalnie jądra perły), która ma stanowić wzorzec kształtu. Pomimo zewnętrznego podobieństwa perły naturalne i sztuczne nie są identyczne.
Aby odróżnić perły naturalne od pereł hodowanych powszechnie stosuje się dwie metody identyfikacyjne:
- metoda wglądu – polega na stwierdzeniu różnic w budowie wewnętrznej pereł.
- metoda rentgenograficzna – polega na badaniu krystalicznej struktury płytek aragonitu przy zastosowaniu promieni rentgenowskich.

## Perły naturalne
1. W perle naturalnej wszystkie warstwy układają się koncentrycznie  (jak okręgi współśrodkowe).
2. W perle naturalnej brak jest jądra – badanie przeprowadza się prześwietlając perłę
3. Powierzchnia perły jest gładka.
4. Gęstość jest niższa niż u hodowanych.
5. Po przepuszczeniu przez perłę promieni Roentgena  z każdej strony (można stosować do pereł całych i przewierconych) – obraz jest sześciobokiem utworzonym z czarnych punktów. Różnica między obrazami powstaje w wyniku różnego rozszczepienia przechodzących promieni (krystaliczna struktura płytek aragonitowych).
6. Badając perłę nowszą metodą rentgenowską (radiografia) – przy oświetlaniu naturalnej perły powstaje jasna plama. Jest to metoda, przy której jakakolwiek pomyłka jest wykluczona; jest niezwykle szybka (badanie trwa około 1 minuty); stosuje się ją do badania sznurów pereł.
7. metoda luminescencji (niezbyt pewna) – perły naturalne wykazują świecenie niebieskie, żółtawe, zielonkawe, i różowawe pod wpływem dalekiego i bliskiego UV. Perły słodkowodne wykazują zawsze barwne świecenie.
8. Perły naturalne rzucone na szklaną płytę z wysokości 70 cm odbijają się od niej na wysokość 30 –40 cm.
9. Dzięki pewnej przezroczystości powierzchniowej warstwy perły powstają zjawiska optyczne, które wywołują połysk i grę barw. Najpiękniejszy połysk mają te perły, których warstwa powierzchniowa jest utworzona tylko z masy perłowej. W perłach, w których pod powierzchnią nagromadziła się konchiolina, połysk jest słabszy i bardziej matowy.

## Perły hodowane
1. W perle hodowanej jądrowej obserwuje się obecność jądra, oraz koncentrycznych warstw masy perłowej na zewnątrz. Perłę hodowaną bezjądrową można zidentyfikować tylko za pomocą badania radiofotograficznego – w odróżnieniu od pereł naturalnych (w których można stwierdzić obecność zarodka) w jej centralnej części pozostanie niewielki pusty obszar.
2. Jądro jest jaśniejsze od warstw zewnętrznych – gdy w przewiercony kanalik wprowadzi się silny promień światła (i zbada endoskopem) – na powierzchni perły,  w miejscu przebicia powstaje plamka świetlna. Jest to spowodowane tym, że światło przebiega równolegle wzdłuż warstewek sztucznego jądra.  Takie zjawisko nie powstaje w przypadku perły naturalnej.
3. Na powierzchni pereł hodowanych można czasem zaobserwować małe, brodawkowate i niekiedy ostro zaostrzone nabrzmienie – są to ślady wygięć tkanki nabłonkowej płaszcza, która wytwarza masę perłową, powstałe przy odsunięciu się od jądra od wszczepionej tkanki
4. Gęstość jest wysoka i wynosi ponad 2,73
5. Po przepuszczeniu przez perłę promieni Roentgena (można stosować do pereł całych i przewierconych) – obraz jest czworobokiem  utworzonym z czarnych punktów.
6. Badając perłę nowszą metodą rentgenowską (radiografia) – przy oświetlaniu hodowanej perły powstaje plama, której środek (odpowiadający jądru) jest jasny i odcina się wyraźnie od zewnętrznych części. Między jaśniejszą i ciemniejszą częścią plamy przebiega czarna linia graniczna.
7. metoda luminescencji – perły hodowane wykazują świecenie tylko jądra (zbudowanego ze słodkowodnej masy perłowej) – świecenie żółtawe w  promieniach rentgenowskich – zielonkawe; jeśli osłonka jest grubsza, zjawisko może nie wystąpić.
8. Perły hodowane rzucone na szklaną płytę z wysokości 70 cm odbijają się od niej wyżej niż naturalne (ponad 30–40 cm).